# Oceanografiska museet
Oceanografiska museet (Musée Océanographique de Monaco) är ett museum och forskningsinstitut i Monaco, beläget på Avenue Saint-Martin. Forskningsinstitutet grundades 1910 av prins Albert I av Monaco och leddes under många år av Jacques-Yves Cousteau. På museet kan man bland annat se Cousteaus dykutrustning och utforska det enorma akvariet. Akvariet som rymmer 450 kubikmeter är 9,1 meter långt och 6 meter djupt. Jacques Cousteau var chef för institutet från 1957 till 1988. 
Museet är också högkvarter för Mediterranean Science Commission (Commission Internationale pour l'Exploration Scientifique de la Méditerranée), som är ett internationella organ och bedriver marin forskning i Medelhavsområdet.